# Водолюб большой тёмный
Водолюб большой тёмный (лат. Hydrophilus piceus) — вид жуков семейства водолюбы (Hydrophilidae). Самый крупный представитель семейства, достигает длины 48 мм — крупнейший жук европейской части России после жука-оленя.

## Описание

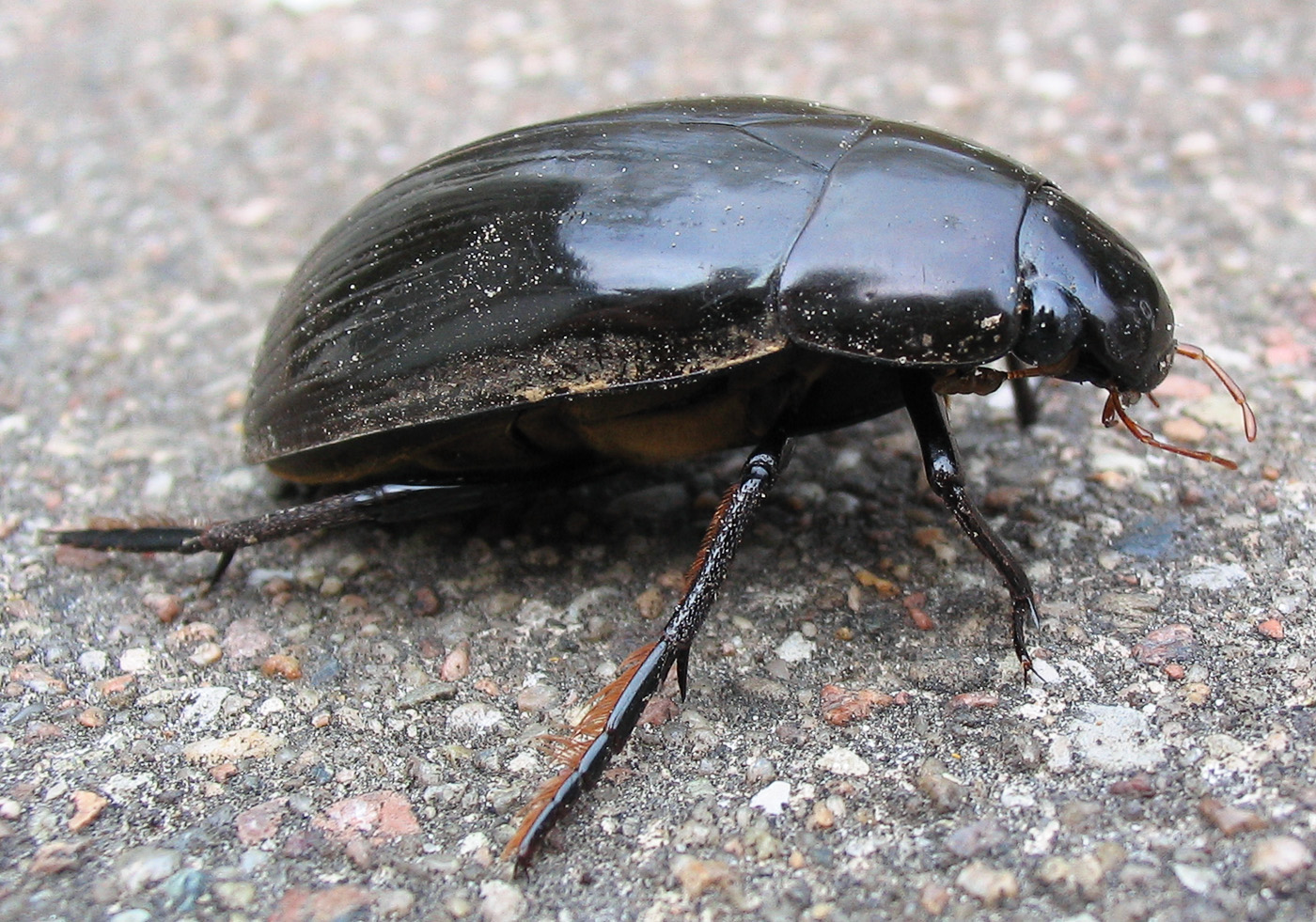

Длина тела 28—48 мм. Тело чёрного цвета с некоторым оливково-зеленоватым оттенком. По бокам брюшка с рыжими пятнышками. Голова массивная с крупными глазами. Тело сильно выпуклое сверху. Переднеспинка гладкая, а на надкрыльях имеются тонкие борозды и ряды точек между ними. Усики рыжие, с асимметричной булавой. Они состоят из 9 члеников; проксимальный вздут и изогнут, следующие четыре — тонкие, дистальные четыре — расширенные, покрыты не смачиваемыми волосками. Задние ноги плавательные. Средние и задние лапки имеют плавательные щетинки на верхней стороне. На передних лапках самца последний членик сильно расширен и образует треугольную пластинку, красную по внутреннему краю. По всей длине брюшко на нижней стороне приподнятое. Киль среднегруди имеет желобком по центру, который далеко не достигает до передней его вершины, ямка в которой проходит желобок продолговатой формы.

### Личинка
Личинка беловатая, выгнута вверх, с боковыми отростками и тёмно окрашенной массивной головой. Длительность личиночного развития около 7—8 недель.

## Ареал
Европа (кроме Крайнего Севера), Средиземноморье, Кавказ, Средняя и Центральная Азия, Южная Сибирь, Приморье, Китай, Индия. Предпочитает стоячие, сильно заросшие, неглубокие водоемы с илистым дном и хорошо прогреваемые.

## Биология
Плавают неохотно, совершая асинхронные движения средними и задними конечностями. Предпочитают ползать по водным растениям. Всплывает головой вверх, касаясь поверхности воды усиками. При дыхании три дистальные членика усика отогнуты вниз, а четвертый торчит из воды. По отогнутым вниз членикам воздух «стекает» на брюшную сторону, где образует тонкий серебристый слой под не смачиваемыми волосками. Водолюб вдыхает этот воздух через грудные дыхальца, расположенным между передне- и среднегрудью. Выдыхаемый через дыхальца брюшных сегментов воздух попадает под надкрылья. У личинки дыхальца находятся на конце брюшка, который она для дыхания высовывает из воды.
Имаго питаются нитчатыми водорослями, мягкими частями высших водных растений; может поедать трупы животных. Личинки имеют смешанный тип питания, но преимущественно — хищники, поедают различных мелких беспозвоночных, в том числе брюхоногих моллюсков; могут также нападать на головастиков. Личинки охотятся из засады. Схватив добычу, личинка обычно поднимается к поверхности воды и высовывает из воды голову вместе с добычей, запрокидывая голову назад. Удерживая и поворачивая добычу ротовыми придатками, личинка поливает её пищеварительными соками, перемалывает мандибулами и поглощает в полупереваренном виде.

## Размножение

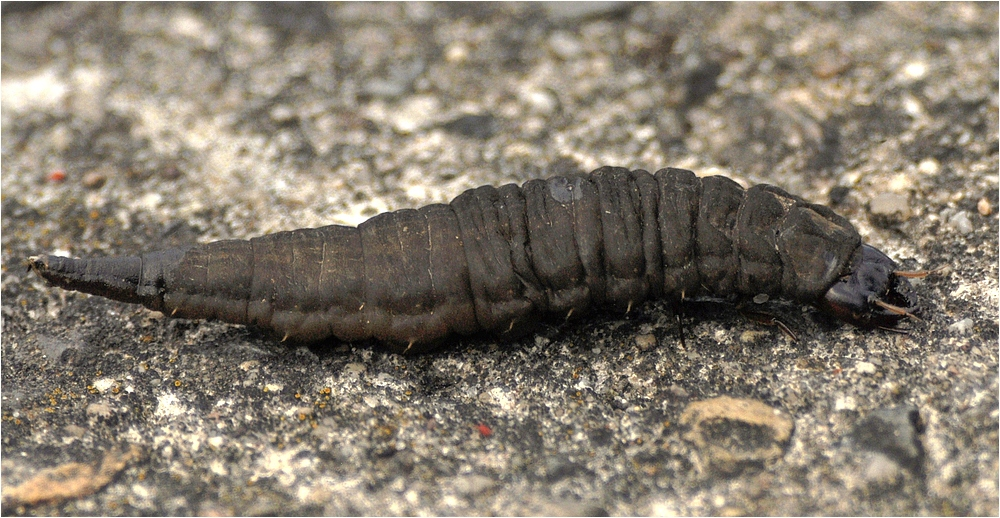
Личинка

После спаривания самка откладывает яйца в специальный кокон из белых шелковистых нитей, который она прикрепляет к растениям у поверхности воды. Кокон мешковидной формы, несколько сплющенный, на одном конце он постепенно суживается, образуя роговидный отросток. На изготовление кокона самка тратит от 3 до 5 часов. Одна самка откладывает 50—60 яиц. яйцевые коконы плавают на поверхности воды. Спустя 14—17 дней появляются личинки, которые продолжают оставаться в коконе до первой линьки. В случае опасности могут выделять чёрную жидкость с резким запахом. После последней линьки личинки водолюба выходят на берег, окукливаются в почве. В конце лета выходит жук, который выбирается из земли и отправляется к воде. Развитие от яйца до имаго занимает от 9 до 14 недель.